# سباق طواف فرنسا 1982
سباق طواف فرنسا 1982 من سلسلة سباقات سباق طواف فرنسا. أقيم هذا السباق في تاريخ 2-25 يوليو 1982 على 21+Prologue, including one split stage مراحل. بعد مرور 92 ساعة و08 دقيقة و46 ثانية وبعد طي 3512 كم بمتوسط 37.47 كم في الساعة فاز بالميدالية الذهبية برنار هينو من فرنسا، فيما حصد يوب زوتيميلك من هولندا الميدالية الفضية، وكانت الميدالية البرونزية من نصيب يوهان فان ديرفلد من هولندا.

## الميداليات
| ذهب                | فضة                   | برونز                     |
| برنار هينو - فرنسا | يوب زوتيميلك - هولندا | يوهان فان ديرفلد - هولندا |